# Fédération internationale des écrivains de langue française
La fédération internationale des écrivains de langue française (FIDELF) est une association internationale créée en 1982 à Québec par des écrivains francophones originaires de plusieurs pays membres de la Francophonie.

## Présentation
La fédération internationale des écrivains de langue française a été créée, sous la présidence de Michèle Lalonde et la contribution de l'écrivain camerounais Patrice Kayo, afin de rapprocher les écrivains francophones résidant dans les cinq continents et ayant en partage la langue française. La FIDELF vise à promouvoir le dialogue entre les cultures, le rayonnement des littératures d'expression française et la sauvegarde, le respect et la protection des intérêts moraux et matériels découlant de toute production littéraire. Le siège international de la FIDELF est situé au 1030 rue Cherrier à Montréal au Québec.
À sa création, la FIDELF regroupait 18 associations d'écrivains francophones réparties dans douze pays, dont cinq en Afrique, un dans les États arabes et six en Europe et en Amérique du Nord. 
Lors de son deuxième congrès, en 1984, à Lausanne en Suisse, la Fédération fut accueillie par l'Association vaudoise des écrivains. Elle proposa d'organiser un Prix littéraire, le "Grand prix international d'expression française". 
La FIDELF a été dirigée par l'écrivain québécois Bruno Roy, puis les écrivaines Charlotte Boisjoli et Simone Balazard, avant de laisser la direction à l'écrivain sénégalais Alioune Badara Bèye. Lors de son congrès de 2007, la FIDELF regroupait 21 associations nationales totalisant plus de 20 000 écrivains francophones réparties dans le monde. Parmi les nombreuses associations adhérentes, le Syndicat des écrivains de langue française.